# Susanne Heinrich (Schriftstellerin)
Susanne Heinrich (* 13. Oktober 1985 in Oschatz bei Leipzig) ist eine deutsche Schriftstellerin und Filmregisseurin. Mit ihrem Spielfilmdebüt Das melancholische Mädchen gewann sie beim Filmfestival Max Ophüls Preis 2019 den Max Ophüls Preis für den Besten Spielfilm und den Preis der Ökumenischen Jury.

## Leben und Werk
Susanne Heinrich begann noch während ihrer Schulzeit am Humboldt-Gymnasium Leipzig mit dem Verfassen literarischer Texte. Ab 2004 studierte sie am Deutschen Literaturinstitut in Leipzig, brach das Studium aber nach der Zwischenprüfung ab. Zwischen 2005 und 2011 erschienen vier Bücher von ihr: zwei Romane und zwei Bände mit Erzählungen. Sie nahm 2005 am Wettbewerb um den Bachmannpreis in Klagenfurt teil. Sie gewann 2010 ein Aufenthalts-Stipendium in der Villa Aurora in Los Angeles und erhielt 2011 ein Stipendium für die Villa Massimo in Rom.
Seit 2012 studiert sie Regie an der Deutschen Film- und Fernsehakademie Berlin (DFFB). Ihr erster abendfüllender Spielfilm, Das melancholische Mädchen, wurde 2019 beim Wettbewerb in Saarbrücken mit dem Max Ophüls Preis ausgezeichnet. In der Jury-Begründung heißt es, der Film sei „ein Filmkunstwerk, das in beschwingtem und elegantem Ton, mit präzisen analytischen Worten und in pastellfarbenen minutiös durchgestalteten Bildern die Odyssee einer jungen Frau im Dazwischen des postmodernen Kultur- und Identitätsüberflusses erzählt. Mit ironischer Genauigkeit und humoriger Schlagfertigkeit trifft der Film in seiner Übersetzung feministischer Theorien pausenlos den Nagel auf den Kopf. Ein Film, dem es endlich gelingt, eine Sprache für eine ganze Generation von traurigen Mädchen zu finden und sich im Grunde seinen Preis im Film zu Recht schon selbst verliehen hat.“ Der Film gewann ebenfalls den Preis der ökumenischen Jury. Deren Jurybegründung liest sich so: „Unendlich komisch und gleichzeitig todtraurig, bis ins Detail komponierte Bilder, poetische Dialoge, in denen Beziehungen zum Lifestyle erkoren werden. Der Blick für den anderen verbleibt in der Leere. Die eigenwillig-konsequente Bildsprache eröffnet Leerstellen und Räume zum Weiterdenken. Schonungslos und präzise werden gesellschaftliche Zustände vorgeführt, hinterfragt und an die Zuschauenden weitergegeben. Eine junge Frau wird zur Symptomträgerin einer Gesellschaft, die ihre Glücksversprechen nicht einlöst.“
Susanne Heinrich, die auch als Sängerin der Band „watching me fall“ auftritt, ist geschieden und lebt in Berlin.

### Rezeption ihrer Bücher
Susanne Heinrichs gesammelte Erzählungen In den Farben der Nacht (2005) bezeichnete Sebastian Handke in der Süddeutschen Zeitung als „übliche Befindlichkeitsprosa mit Hang zum Autismus“, während Sebastian Domsch ihr attestierte, „jede Szene“ in ein „kleines Fest der Poesie“ zu verwandeln (taz). Heinrichs Roman Die Andere (2007) beschrieb Katharina Döbler kritisch als „disparates Dokument einer kreativen Selbstfindung“ (Die Zeit), während Sabine Peters dem Buch eine Verwandtschaft zum „Lore-Roman“ nachsagte – „unfreiwillige Komik und Kitsch inklusive“ (Frankfurter Rundschau). An Heinrichs dritten Buch So, jetzt sind wir alle mal glücklich (2009) bemängelte Christoph Schröder in der SZ eine „schablonenhafte Figurenzeichnung“, während Marius Meller sich an „oberflächlichen Reflexionen“ störte.

## Auszeichnungen
- 2002: Stipendiatin des Literatur Labor Wolfenbüttel
- 2002: Publikumspreis des Hattinger Förderpreises für junge Literatur
- 2002: 1. Preis des Berliner Jugendliteraturwettbewerbs
- 2002: 1. Preis des sächsischen Jugendliteraturwettbewerbs
- 2003: Preisträgerin beim Treffen Junger Autoren, 2. Preis beim Limburg-Preis
- 2005: Teilnahme am Wettbewerb um den Ingeborg-Bachmann-Preis[13]
- 2007: Finalistin beim 1. Franz-Tumler-Literaturpreis
- 2008: Aufenthalts-Stipendium am Literarischen Colloquium Berlin, 2. Preis beim Mannheimer Heinrich-Vetter-Literaturpreis
- 2010: Aufenthalts-Stipendium in der Villa Aurora, Los Angeles
- 2011: Aufenthalts-Stipendium in der Villa Massimo, Rom
- 2019: Max-Ophüls-Preis für Das melancholische Mädchen
- 2019: Neiße Filmfestival – Drei-Länder-Filmpreis der Sächsischen Kunstministerin für den besten Spielfilm für Das melancholische Mädchen[14][15]

### Veröffentlichungen in Literaturzeitschriften
- Im Schatten schwimmen, Erzählung, BELLA triste Nr. 24, 2009

## Filmografie
- 2019: Das melancholische Mädchen (Spielfilm) – Buch, Regie & Schnitt